# Joseph Bonhomme
Joseph Bonhomme OMI (ur. 29 stycznia 1889 w Saint-Camille-de-Wotton, zm. 6 sierpnia 1973) – kanadyjski duchowny rzymskokatolicki, misjonarz, wikariusz apostolski Basutolandu.

## Życiorys
Joseph Bonhomme urodził się 29 stycznia 1889 w Saint-Camille-de-Wotton w Kanadzie. 18 maja 1918 otrzymał święcenia prezbiteriatu i został kapłanem Zgromadzenia Misjonarzy Oblatów Maryi Niepokalanej.
25 kwietnia 1933 papież Pius XI mianował go wikariuszem apostolskim Basutolandu i biskupem tytularnym Tulany. 28 czerwca 1933 przyjął sakrę biskupią z rąk arcybiskupa Québecu, prymasa Kanady kard. Jeana-Marii-Rodrigue Villeneuve OMI. Współkonsekratorami byli wikariusz apostolski Grouardu Joseph-Wilfrid Guy OMI oraz biskup pomocniczy Saint-Hyacinthe Joseph Louis Aldée Desmarais.
Za jego pontyfikatu powstało Katolickie Kolegium Uniwersyteckie - Pius XII College (obecnie National University of Lesotho). Zrezygnował z katedry 8 marca 1947. Jako ojciec soborowy wziął udział w soborze watykańskim II. Zmarł 6 sierpnia 1973.